# Saint-Joseph-de-Lepage
Saint-Joseph-de-Lepage es un municipio parroquial canadiense situado en la provincia de Quebec.

## Superficie
Saint-Joseph-de-Lepage tiene una superficie de 30,98 km².

## Demografía
En 2021, tenía 590 habitantes, una densidad poblacional de 19 hab./km², y 260 viviendas.